# Would You
A Would You (magyarul: Szeretnéd?) egy dal, mely Belgiumot képviselte a 2012-es Eurovíziós Dalfesztiválon. A dalt a flamand Iris adta elő angolul.
A dal a 2012. március 17-én rendezett belga nemzeti döntőben nyerte el az indulás jogát. A döntőben Iris két dalt énekelt, ahol a nézők szavazatai alakították ki a végeredményt. A dal pedig a szavazatok 53%-át megszerezve az első helyen végzett a Safety Nettel szemben.
Az Eurovíziós Dalfesztiválon a dalt a május 22-én rendezett első elődöntőben adták elő, a fellépési sorrendben nyolcadikként a svájci Sinplus Unbreakable című dala után, és a finn Pernilla När jag blundar című dala előtt. Az elődöntőben 16 ponttal a 17. helyen végzett, így nem jutott tovább a döntőbe.
A következő belga induló Roberto Bellarosa volt a Love Kills című dallal a 2013-as Eurovíziós Dalfesztiválon.

## Külső hivatkozások
- Dalszöveg
- YouTube videó: A Would You című dal előadása a flamand nemzeti döntőben